# Покровка (Тарановский район)
Покровка — упразднённое село в Тарановском районе Костанайской области Казахстана. Ликвидировано в 2009 г. Входило в состав Евгеновского сельского округа.

## Население
В 1999 году население села составляло 293 человека (143 мужчины и 150 женщин).